# Propyphénazone
La propyphénazone est un dérivé de la phénazone avec des effets antipyrétiques et analgésiques.